# Spur der Flammen
Das Buch Spur der Flammen (Originaltitel Star of Babylon), das im August 2004 in deutscher Fassung erschien, wurde von der Bestseller-Autorin Barbara Wood geschrieben und erzielte als Abenteuerroman einen großen Erfolg. Die englische Fassung erschien später, im Juli 2005.
Die Geschichte spielt an verschiedenen Orten wie Los Angeles, Palmyra, England oder auch die Wüste Arabiens. 

## Handlung
Die Archäologin Candice Armstrong wird eilig ans Totenbett ihres Mentors Professor John Masters, seinerseits ein berühmter Archäologe, gerufen. Candice muss dem sterbenden Professor versprechen, seine Nachforschungen nach dem "Stern von Babylon" fortzusetzen. Am Totenbett lernt sie den Polizisten Glenn Masters, den Sohn des Professors kennen. Er findet ihre energische, impulsive Art und ihre wundervolle, tiefe, raue Stimme sehr anziehend. Sie wiederum bewundert seine große und kräftige Figur und macht sich daran, diesen stillen und kontrollierten Mann zu enträtseln. Natürlich gestehen sie sich ihre gegenseitige Anziehung zunächst nicht ein. Glenn Masters vermutet sofort, dass der Sturz und der anschließende Tod des Professors kein Unfall, sondern ein Mord war, ausgeführt von dem reichen Exzentriker Philo Thibodeau.
Dieser hegt einen größenwahnsinnigen Plan, die Welt zu verändern. Als prominente Figur im uralten Geheimorden der Alexandriner hat er sich zum persönlichen Ziel gesetzt, religiöse Überlieferungen aller Kulturen zu sammeln. Wieso, erfährt man erst am Schluss. Der "Stern von Babylon" ist das letzte wichtige Stück, das ihm in seiner Sammlung fehlt. In der Absicht, ihnen das Fundstück abzunehmen, lässt er Candice und Glenn mehr oder weniger ungestört den "Stern von Babylon" suchen, den die beiden in der syrischen Wüste schließlich finden. Als ihnen das Fundstück gestohlen wird, beginnt die Suche nach dem geheimen Versteck von Philo Thibodeau und seinen Alexandrinern. Dabei kommt Candice und Glenn zu Hilfe, dass Glenns Mutter selber auch Mitglied des Ordens der Alexandriner war. Dank Glenns bruchstückhafter Erinnerung an Gespräche mit seiner Mutter finden sie das geheime Versteckt der Alexandriner. Philo Thibodeau, der sich für den zweiten, richtigen Jesus hält, hat seinen wahnsinnigen Plan aber schon beinahe in die Tat umgesetzt.

## Hauptpersonen
- Candice Armstrong, Archäologin
- Glenn Masters, Polizist
- John Masters, Professor
- Ian Hawthorne, bekannter Kollege von Candice und Entzifferer verschiedener Schriften
- Jessica Randolph, Sammlerin und Betrügerin
- Philo Thibodeau, einflussreicher Mann und Mörder, der Macht über alles haben will.

Verschiedene im Buch erwähnte Personen, wie beispielsweise Alarich, und Einrichtungen wie die Bibliothek von Alexandria, existierten tatsächlich. Der "Orden der Alexandrier" und seine Bibliothek ist aber frei erfunden.

## Rezeption
Manche Leser von "Spur der Flammen" kritisieren z. B. Handlung als klischeehaft und wenig glaubwürdig; insgesamt erhält der Roman eine schlechtere Bewertung als andere Barbara-Wood-Romane.

## Ausgaben
- Barbara Wood: The star of Babylon. Severn House, Sutton 2005, ISBN 0-7278-6210-3.
  - deutsch: Spur der Flammen. Krüger, Frankfurt/M. 2004, ISBN 3-8105-2354-2 (übersetzt von Susanne Dickerhof-Kranz)